# Jack Moy & Glöden
Jack Moy är ett svenskt indie-pop band från Upplands-Väsby som bildades 2010 av Jack Moy (gitarr och sång), Sebastian Söderström (bas) och Zebastian Mattson (gitarr)

## Musikkarriär
Gruppen inledde sin karriär genom att själva släppa sin musik. År 2011 släpptes låten Hummingbird som följdes upp 2012 av EP:n Hummingbird Says Drink. Under hösten samma år släpptes singeln "Drink Drank, Drunk" som nådde en tredje placering på P3 Star listan för "kommande artister".
Under våren 2013 skrev Jack Moy & Glöden kontrakt med skivbolaget Universal Music och kort därefter släpptes singeln Good As Gold. Låten fick bland annat framgång i P3, men också i SVT, där bandet uppträdde i programmet Sommarkväll med Rickard Olsson. I oktober släpps EP:n – "One Smoke Left, But Miles To Go".
2014 släppte Jack Moy & Glöden sitt debutalbum på eget skivbolag (194entertainment) som uppföljdes av en turné.
Under hösten 2016 släpptes singeln "Can't Stand Myself" som följdes upp av singeln "Knuckles" och ett kortare samarbete med DOCKS (Sony Music) där dom släppte singlarna "White Trash Lucky" & "Machine Gun".  Samarbetet avslutades snabbt och 2018 släpptes singeln "Father" som följdes upp av en kontroversiell musikvideo inspelad i Indien. 
I juni 2018 släpptes skivan "Live Fast, Die Last" även den på eget bolag (194entertainment). Som redan första veckan streamade 1 miljon gånger via streaming tjänsten Spotify.

## Diskografi

### Singlar
- Hummingbird (2011)
- Drink Drank, Drunk (2012)
- Hold Your Head Up (2012)
- Good As Gold (2013)
- Charlies Bird (2014)
- All Alone On a Monday (2014)
- Vacation (2016)
- Can't Stand Myself (2016)
- Knuckles (2017)
- White Trash Lucky (2017)
- Machine Gun (2017)

## EP
- Hummingbird Says Drink(2012)
- One Smoke Left But Miles To Go (2013)
- The Grand Finale (2015)

## LP
All Alone On A Monday (2014)
Live Fast, Die Last (2018)